# إن بي سي سبورتس
إن بي سي سبورتس (بالإنجليزية: NBC Sports) هي قناة تلفزيونية أمريكية مدفوعة مملوكة لمجموعة إن بي سي سبورتس جروب، وهي شركة فرعية تابعة لـ إن بي سي العالمية. تبث على شبكة البث الرئيسية إن بي سي، والقنوات الكابلية التي تملكها إن بي سي، وعلى خدمة بيكوك.
كان يُشار إليها سابقًا باسم "خدمة من إن بي سي نيوز" وتبث هذه الشبكة مجموعة متنوعة من الأحداث الرياضية، بما في ذلك كرة السلة لبطولة بيغ إيست، وكرة القدم وكرة السلة لبطولة بيغ تن، وسباقات ناسكار، والدوري الوطني لكرة القدم الأمريكية، والألعاب الأولمبية، وبطولات الغولف التابعة لـ جولة بي جي إيه، والدوري الإنجليزي الممتاز، وطواف فرنسا للدراجات، وسباقات الخيول وغيرها. مع استحواذ كومكاست على إن بي سي العالمية في عام 2011، تم دمج شبكاتها الرياضية الكابلية الخاصة مع إن بي سي سبورتس لتصبح جزءًا من القسم المعروف باسم إن بي سي سبورتس جروب.

## نبذة
يعود تاريخ إن بي سي سبورتس إلى 17 مايو 1939، عندما بثت المحطة التلفزيونية التجريبية في مدينة نيويورك مباراة بيسبول جامعية بين فريقي كولومبيا وبرينستون. في العام نفسه، بثت أيضًا مباراة ملاكمة بين بطل الوزن الثقيل السابق ماكس باير ولو نوفا في ماديسون سكوير جاردن، ومباراة بيسبول بين فريقي سينسيناتي ريدز وبروكلين دودجرز من ملعب إيبتس فيلد، ومباراة كرة قدم احترافية بين فيلادلفيا إيقلز و بروكلين دودجرز لكرة القدم التابعين للاتحاد الوطني لكرة القدم. كانت جميع هذه الأحداث هي الأولى من نوعها للرياضات المعنية التي يتم بثها تلفزيونيًا.
بعد انتهاء الحرب العالمية الثانية، أصبحت الأحداث الرياضية جزءًا أساسيًا من شبكة إن بي سي التلفزيونية الناشئة. في عام 1946، ظهر برنامج "موكب الرياضة" وهو برنامج مختارات رياضية في أوقات الذروة اشتهر بشكل أساسي بمباريات الملاكمة.

### التغطية الرياضية من إن بي سي
في بداية الألفية الجديدة فقدت إن بي سي عدد من اتفاقيات البث الحصري مع دوري كرة القاعدة الرئيسي ومع الرابطة الوطنية لكرة السلة. خلال هذه الفترة نشطت الشبكة في بث عدد من الرياضات الناشئة. ففي عام 2001 شاركت إن بي سي مع الاتحاد العالمي للمصارعة لإنشاء دوري إكس إف إل وهو دوري كرة قدم أمريكية جديد بقوانين معدلة وحقق نجاحًا استمر لموسم واحد فقط. في عام 2003، حصلت إن بي سي على حقوق البث في دوري كرة القدم داخل الصالات، واستمرت الصفقة لمدة أربع سنوات. في صفقة مدتها ست سنوات بدأت في عام 2001 حصلت إن بي سي مع فوكس وتي إن تي على حقوق بث سلسلة كأس ناسكار وسلسلة ناسكار إكسفينيتي.

شعار سابق لـ إن بي سي سبورتس، استُخدم من 1989 حتى 2011.

### استحواذ كومكاست وإن بي سي العالمية

شعار سابق لـ إن بي سي سبورتس، استُخدم من 2011 حتى 2023.

في يناير 2011، أكملت كومكاست استحواذها على حصة الأغلبية في إن بي سي العالمية. نتيجة للاندماج، تم دمج عمليات الشبكات الرياضية القائمة لكومكاست، مثل قناة الغولف وإن بي سي إس إن، في كيان جديد يُعرف باسم مجموعة إن بي سي الرياضية. ساعد هذا الاندماج أيضًا في تمديد عقد إن بي سي الرياضية مع دوري الهوكي الوطني في صفقة بلغت قيمتها ما يقرب من 2 مليار دولار لحقوق البث الكبلي والتلفزيوني للدوري. وعام 2013 كانت معظم عمليات إن بي سي سبورتس و إن بي سي إس إن تعمل من منشأة مصممة خصيصًا في ستامفورد، كونيتيكت، 
خلال هذا العقد من الزمن حصلت الشبكة على حقوث البث لمجموعة من الرياضات والمسابقات مثل الدوري الأمريكي لكرة القدم سلسلة كأس ناسكار، سلسلة إندي كار. وبطولات التنس المفتوحة، بطولة السنيور المفتوحة، وبطولة السيدات البريطانية المفتوحة، والدوري الممتاز في اتحاد الرغبي الإنجليزي.
أطلقت في يونيو 2016 إن بي سي سبورتس جولد وهي مجموعة من خدمات الاشتراك الرياضية عبر الإنترنت.

### عقد 2020 وما بعده
بعد إطلاق خدمة البث المباشر بيكوك التابعة لـ إن بي سي يونيفرسال، بدأت إن بي سي سبورتس في نقل بعض محتواها الإضافي (بما في ذلك الدوري الإنجليزي الممتاز وخدمات إن بي سي سبورتس جولد الأخرى) إلى هذه الخدمة.

## وصلات خارجية
- الموقع الرسمي